# Marianne Flügge-Oeri
Marianne Flügge-Oeri (* 9. Januar 1911 in Basel als Marianne Adelheid Oeri; † 12. Juli 1983 in Hannover) war eine schweizerisch-deutsche Juristin. Sie war eine Vorkämpferin für Frauenrechte und die Frauenbildung in Niedersachsen.

## Leben
Marianne Oeri war mit ihrer Zwillingsschwester Kunigunde Tochter des Publizisten und Politikers Albert Oeri und der Krankenschwester Hanna Preiswerk, die aus einem alten Basler Kaufmannsgeschlecht stammte. Sie war ein Patenkind von Carl Gustav Jung.
Von 1917 bis 1930 besuchte Marianne Oeri mehrere Schulen in Basel und legte dann die Matura ab. Anschließend ging sie für ein Jahr nach England, wo sie als Französisch-Lehrerin arbeitete und bei den Quäkern in den Slums von London erste Erfahrungen in Sozialarbeit machte.
Ab 1931 studierte Oeri Rechtswissenschaften an der Universität Basel, der Universität Zürich sowie der Universität Genf, wo sie 1936 promovierte und den Titel des Doktors beider Rechte (Dr. utriusque juris) erhielt. Bei verschiedenen Gerichten in Basel durchlief sie ihre praktische Ausbildung, strebte jedoch nicht nach einem Amt als Rechtsanwältin oder Richterin. 
Oeri wurde Mitglied der freien schwedischen Volkshochschule für politische Bildung der Frauen, dem Fogelstadförbundet. Um regelmäßig an Kursen und Jahreskonferenzen teilnehmen zu können, lernte sie Schwedisch. Das so kennengelernte „Schwedische Modell“ konnte sie später in der politischen Frauenarbeit einbringen. Ab 1934 entwickelten sich mehrere lebenslange Verbindungen zu schwedischen Freundinnen.
Nach ihrer Promotion ging Oeri für ein Jahr als Gouvernante nach Italien, bevor sie im September 1937 in Zürich die Leitung des Sekretariats des Schweizerischen Hilfskomitees für die Kinder Spaniens (Comité neutre de Secours aux Enfants d’Espagne) für junge Opfer des Spanischen Bürgerkriegs übernahm. Während ihrer Dienstreisen erlebte Oeri die Luftangriffe der deutschen Legion Condor in Spanien.
Unterdessen hatte Oeri den in Basel und Zürich studierenden deutschen Theologiestudenten Rufus Flügge kennengelernt, den sie am 17. Juli 1939 in Riehen bei Basel heiratete, und mit dem sie nach Kriegsbeginn „als Predigers Gattin“ der Baptisten-Gemeinde in den Stadtteil Tragheim von Königsberg zog. Dort wurden die ersten drei Kinder Thomas, Claudia und Anna geboren und ihr Ehemann als Sanitäter im Lazarett verpflichtet. Das innerlich den Nationalsozialismus ablehnende Ehepaar fand Rückhalt in einem literarisch und künstlerisch tätigen Freundeskreis aus dem Umfeld der Universität Königsberg.
Als die Königsberger Wohnung der Familie Flügge durch Luftangriffe zerstört worden war und sich die Baptistengemeinde durch die Kriegsfolgen zerstreut hatte, erreichte Marianne Flügge-Oeries Vater auf diplomatischem Wege die Rückkehr seiner Tochter und ihrer drei Kinder in die Schweiz. Während sich die Großeltern um Mariannes Kinder kümmerten, wurde Függe-Oeri aufgrund ihrer Spanienerfahrung von Rodolfo Olgiati als „Leiterin der Gruppe Hilfskräfte und Schulung der Schweizerspende an die Kriegsgeschädigten“ nach Bern berufen. Als solche konnte Flügge-Oeri Reisen durch Deutschland und Italien unternehmen, um sich einen Eindruck vom Ausmaß der Zerstörungen zu verschaffen.
Nach dem Kriege war Mariannes Ehemann Rufus Flügge aus einem dänischen Internierungslager nach Deutschland zurückgekehrt und hatte 1946 die Stellung eines Pfarrers an der evangelisch-lutherischen Kirchengemeinde Clausthal-Zellerfeld und des Studentenpfarrers an der Bergakademie Clausthal angenommen. Im Februar 1948 erreichte der hannoversche Landesbischof Hanns Lilje bei der Britischen Militärregierung, dass Marianne Flügge-Oeri mit ihren drei Kindern zu ihrem Ehemann nach Clausthal ziehen konnte, wo 1950 das vierte Kind Sibylla geboren wurde. Im Clausthaler Pfarrhaus kümmerte sich Flügge-Oeri neben der Familie auch um Vikare und Studenten verschiedener Nationen.
1954 wurde Flügge-Oeri Landesbeauftragte des Frauenwerks der hannoverschen Landeskirche und besuchte in dieser Funktion bis 1960 viele Kirchengemeinden und deren Frauengruppen. Zusätzlich wurde sie 1955 für eine Wahlperiode in die zweite Synode der Evangelischen Kirche in Deutschland gewählt. Dort knüpfte sie Kontakte etwa zu Kurt Scharf und dem späteren Bundespräsidenten Gustav Heinemann. 1956 veranstaltete Flügge-Oeri den ersten von insgesamt 86 Staatsbürgerlichen Lehrgängen für Frauen unter dem Titel „Die Frau in der Politik“. Insbesondere in der Anfangszeit der bis Mai 1979 organisierten Schulungen arbeitete Flügge-Oeri vor allem mit Grete Sehlmeyer und Anna Mosolf zusammen und kooperierte mit dem Liberalen Bund. Als EKD-Synodale gehörte Flügge-Oeri am 30. April 1958 in Berlin-Spandau zu den Gründungsmitgliedern der „Aktion Versöhnungszeichen“, die im Juli 1958 in „Aktion Sühnezeichen“ umbenannt wurde.
Nachdem das Ehepaar Flügge 1960 nach Celle und 1963 nach Hannover gezogen war, übernahm Marianne Flügge-Oeri zusätzlich von 1967 bis 1976 den Vorsitz des in Großburgwedel tätigen Vereins St. Christophersiedlung e. V., einer Siedlung für displaced persons der Stiftung The Sue Ryder Forgotten Allies Trust mit Sitz in Cavendish.
Nachdem Rufus Flügge am 1. Oktober 1979 in den Ruhestand getreten war, zog das Ehepaar aus der hannoverschen Dienstwohnung an der Marktkirche in eine kleinere Wohnung im Stadtteil Kleefeld. Bis kurz vor ihrem Tod blieb Marianne Flügge-Oeri politisch und sozial aktiv: Noch beim Deutschen Evangelischen Kirchentag 1983 nahm sie mit zahlreichen aus dem Iran geflüchteten Frauen an der „Frauenwerkstatt“ in der Dietrich-Bonhoeffer-Gemeinde im hannoverschen Stadtteil Roderbruch teil. Kurz danach verstarb sie nach längerer Krankheit und wurde am 18. Juli 1983 auf dem Stadtfriedhof Kirchrode bestattet.

## Nachwirkungen
Nachdem die Evangelisch-lutherische Landeskirche Hannovers und die Gesellschaft für niedersächsische Kirchengeschichte 2001 den ersten Frauengeschichtswettbewerb ausgeschrieben hatten, um den weiblichen Anteil an der niedersächsischen Christengeschichte verstärkt ins öffentliche Bewusstsein zu rücken, entstanden zahlreiche Arbeiten zum Thema. Dabei gewann der 11. Jahrgang der IGS Garbsen unter Anleitung von Heidrun Gehring mit dem Beitrag Dr. Marianne Flügge-Oeri 1911-1983 den ersten Preis in der Kategorie „Erfahrungs- und Erlebnisberichte“. Den mit 1.500 Euro dotierten Preis überreichte die damalige Landesbischöfin Margot Käßmann bei einem Festakt im Annastift in Hannover.